# Quercus similis
Quercus similis és una espècie de roure que pertany a la família de les fagàcies i està dins de la secció dels roures blancs.

## Descripció
Quercus similis és un arbre caducifoli que assoleix els 25 m d'alçada. Té un tronc recte. L'escorça és de color marró i escamosa. Les branques són grises, gruixudes d'entre 2 a 3 mm de diàmetre, lleugerament pubescents, grans, ovoides. Les gemmes fan entre 2 a 3 mm i tenen un color marró pàl·lid. Les fulles fan entre 8 a 12 cm de llarg i entre 5 a 8 cm d'ampla, més o menys estretament oboval. L'àpex és agut o arrodonit, la base poc assenyalada. Els marges de les fulles són planes amb 2 o tres parells de lòbuls poc profunds a la meitat apical, de color verd fosc i brillant per sobre i de color gris per sota entre 3 a 5 parells de venes. El pecíol fa entre 3 a 10 mm de llarg. Les flors surten a la primavera. Les glans fan de llarg entre 1,2 a 1,6 cm, oblogues, de color marró fosc. Surten individualment o en conjunt de tres glans. La copa és subsèssil, de 6 a 7 mm de profunditat, amb escales adpreses.

## Distribució
L'àrea de distribució de Quercus similis és al sud dels Estats Units, concretament als estats d'Alabama, Arkansas, Geòrgia, Louisiana, Mississipi, Carolina del Sud i Texas. Creix entre els 0 i els 300 m en els boscos humits i valls pantanosos.

## Taxonomia
Quercus similis va ser descrita per James Edward Smith i publicat a The Cyclopaedia; or, universial dictionary of arts, . . . 29: Quercus no. 27. 1819.
Etimologia
Quercus: nom genèric del llatí que designav igualment al roure i a l'alzina.
similis : epítet llatí que significa "igual".
Sinonímia
- Quercus stellata var. similis (Ashe) Sudw. 1927
- Quercus ashei Sterret 1922, nom. illeg. (not ashei Trel. 1917)
- Quercus stellata var. paludosa Sargent 1918
- Quercus margarettiae var. paludosa (Sarg.) Ashe 1918
- Quercus stellata ssp. paludosa (Sarg.) E.Murray 1983
- Quercus mississipiensis Ashe 1931
- Quercus stellata var. mississipiensis (Ashe) Little 1953 Desf.[4][5]